# Acer machilifolium
Acer machilifolium é uma espécie de árvore do gênero Acer, pertencente à família Aceraceae.